# 大岡忠恒 (旗本)
大岡 忠恒（おおおか ただつね）は、江戸時代中期の旗本。大岡忠行家5代当主。旗奉行などを務める。孫に大岡忠慎。大岡越前守忠相の実弟である。
1700石を知行する旗本の大岡美濃守忠高の六男として生まれる。一族の相模高座郡堤村を領する旗本・大岡忠種の養子となり、元禄10年（1697年）に養父が亡くなったためその遺跡を継ぐ。
宝永3年（1706年）に書院番に就任する。宝永6年（1709年）、東叡山からの還御の時、供奉の期日を間違えたため咎められそうになったが、5代将軍徳川綱吉の四十九日であったのと、その法要に参列したため、咎めを免れる。
享保4年（1719年）、組頭、享保12年（1727年）、新番頭、寛延2年（1749年）、江戸城西の丸留守居を歴任し、同年、従五位下・播磨守に叙任された。宝暦9年（1759年）には旗奉行に就任するが、宝暦11年（1761年）に死去した。享年78。